# Synodus evermanni
Synodus evermanni is een  straalvinnige vissensoort uit de familie van hagedisvissen (Synodontidae). De wetenschappelijke naam van de soort is voor het eerst geldig gepubliceerd in 1890 door Jordan & Bollman. De soort komt voor in de Stille Oceaan ter hoogte van Colombia. Ze is genoemd naar professor Barton Warren Evermann.
De soort staat op de Rode Lijst van de IUCN als niet bedreigd, beoordelingsjaar 2007.